# Karl Sczepanski
Karl Sczepanski (* März 1832; † 1918 in Osnabrück) war ein deutscher Kommunalbeamter.

## Leben
Sczepanski studierte an der Albertus-Universität Königsberg Rechtswissenschaft. Mit Adolf Richard Stellmacher und Bernhard Presting renoncierte er 1850 bei den Silber-Litthauern. Nach den Examen wurde er Stadtkämmerer von Königsberg i. Pr. Die Stadt wählte ihn 1872 für zwölf Jahre zum Oberbürgermeister. Nach zwei Jahren trat er zurück. Das Corps Baltia Königsberg verlieh ihm am 17. Mai 1909 das Band. Den Ruhestand verlebte er in Osnabrück.